# Przegonina
Przegonina (rus. Perehonina) – część wsi Bodaki w Polsce, położona w województwie małopolskim, w powiecie gorlickim, w gminie Sękowa. Dawniej odrębna wieś.

## Historia
Pod zaborem austriackim Przegonina stanowiła gminę jednostkową w powiecie Gorlice w cyrkule jasielskim, liczącą w 1854 roku 318 mieszkańców.
W Polsce Przegonina stanowiła gminę w powiecie gorlickim w województwie krakowskim, liczącą w 1921 roku 339 mieszkańców.
W latach 1975–1998 miejscowość administracyjnie należała do województwa nowosądeckiego.